# Notfallmedizin

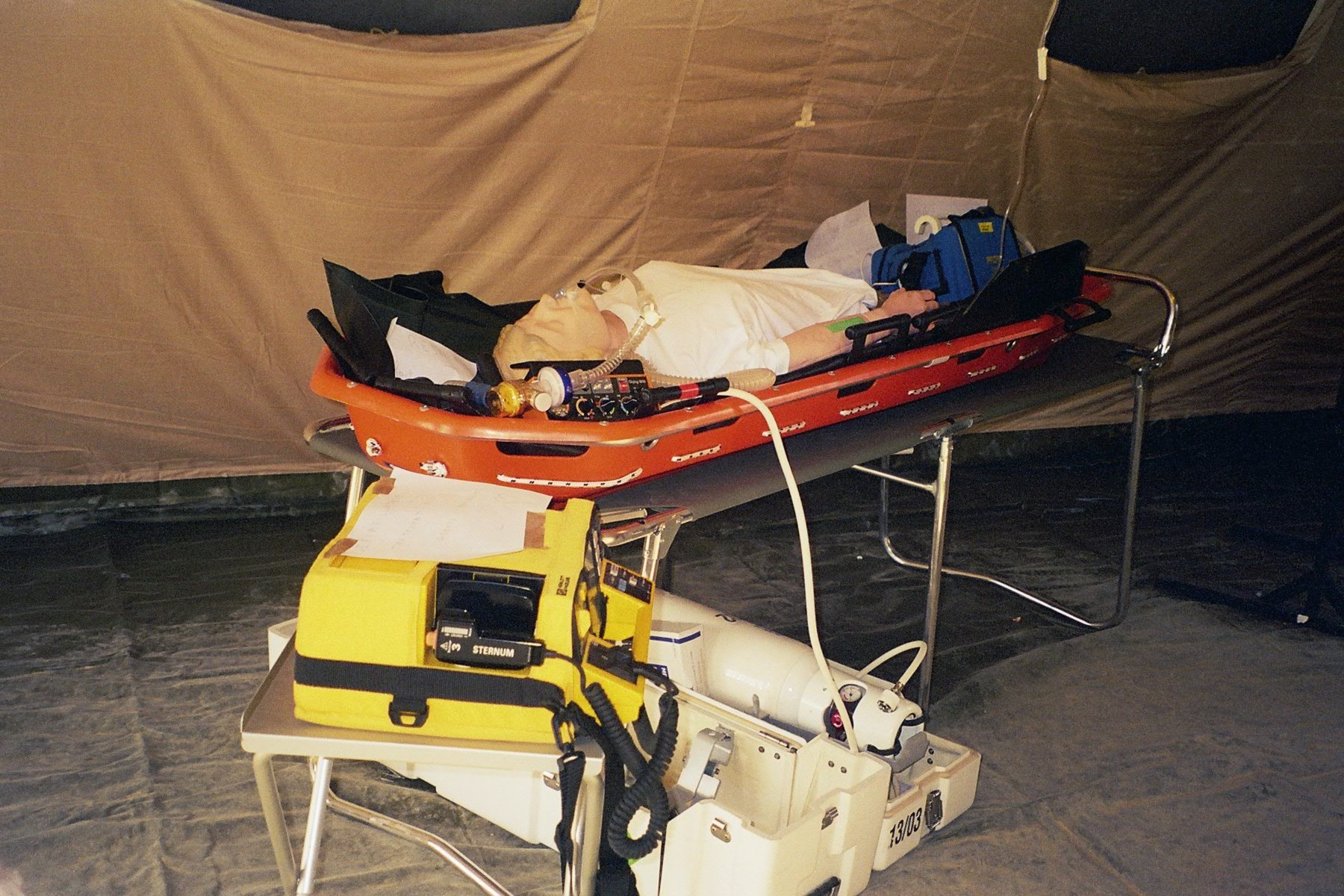
Feldlazarett (Modell)

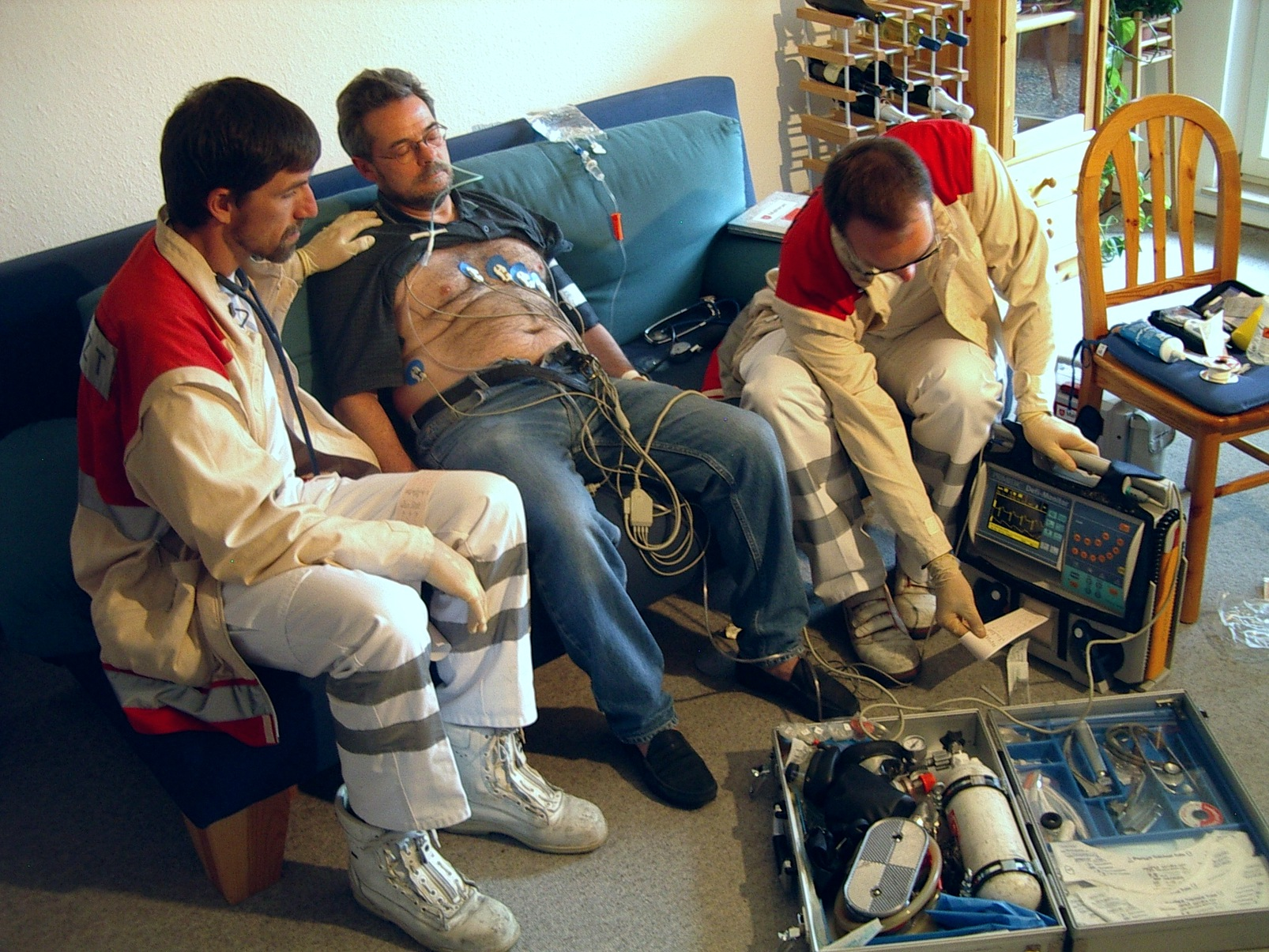
Versorgung eines Notfallpatienten im häuslichen Bereich

Die Notfallmedizin ist das Teilgebiet der Medizin, das sich mit der Erkennung und Behandlung medizinischer Notfälle befasst und somit mit der „Fürsorge für Patienten in akut lebensbedrohlichen Zuständen“ durch Unfall oder Erkrankung. Sie umfasst fachlich die gesamte Rettungskette und ist ein interdisziplinärer Bereich der Medizin. Folgende häufig verwendete Begriffe bezeichnen Teile der Notfallmedizin: Die Rettungsmedizin bezeichnet insbesondere die außerhalb von geeigneten medizinischen Einrichtungen durchgeführte (präklinische) Notfallmedizin (Maßnahmen der Erstversorgung). Sie ist jedoch weder fachlich noch inhaltlich von der Notfallmedizin in der Einrichtung – in der Regel ein Krankenhaus – zu trennen.
Die Katastrophenmedizin bezeichnet den Aspekt der Notfallmedizin, der bei einem Großschadensfall oder einer Katastrophe aufgrund der Vielzahl der betroffenen Personen individualmedizinische Aspekte in den Hintergrund treten lässt. Die Übergänge sind fließend. Die Notfallmedizin im Rahmen kriegerischer Einsätze ist militärisch geprägt und Teil der Wehrmedizin.
In Deutschland ist „Notfallmedizin“ der Name einer ärztlichen Zusatz-Weiterbildung, die „die Erkennung drohender oder eingetretener Notfallsituationen und die Behandlung von Notfällen, einschließlich Wiederherstellung und Aufrechterhaltung akut bedrohter Vitalfunktionen“ umfasst.
In Österreich und in der Schweiz sind vergleichbare ärztliche Zusatzweiterbildungen als führbare Berufsbezeichnung bislang nicht etabliert. In Ländern ohne notarztgestütztes Rettungssystem sind die ärztlichen Weiterbildungen nur bedingt vergleichbar.

## Geschichte der Notfallmedizin
Wiederbelebung hatte noch im Mittelalter aus religiösen und rechtlichen Vorgaben heraus den Status eines Hexenwerks, da sie als Aufbäumen gegen Gottes Willen galt. Erst mit der Renaissance sollte sich das ändern. Andreas Vesalius gelang 1543 ein wegweisendes Experiment, in dem er die Bedeutung der Atemfunktion bewies: Mittels künstlicher Beatmung überlebte ein tracheotomiertes und thorakotomiertes Schwein. Seine Zeitgenossen jedoch verspotteten ihn ob seiner Entdeckung. Ein weiterer Meilenstein in der Entstehung der modernen Notfallmedizin war 1740 ein Erlass von Ludwig XV. über „Die Notwendigkeit und die Methoden der Wiederbelebung sowie die Zuständigkeit für die Wiederbelebung und die Ausstattung mit Rettungsgeräten“. Innerhalb kurzer Zeit entstanden daraufhin in fast allen europäischen Staaten Dekrete mit analoger Aussage.
Die Royal Humane Society empfahl 1774 die Mund-zu-Mund- und eine Blasebalgbeatmung, da sie „vielen nütze und niemandem schade“. 1788 forderte der englische Arzt Charles Kite († 1811) zusätzlich zur Beatmung eine Elektrostimulation des Herzens. Der Mainzer Arzt Jacob Fidelis Ackermann erkannte 1804 die grundlegende Bedeutung des Sauerstoffs in der Notfallmedizin und folgerte, dass Sauerstoffmangel, gleich welcher Ursache, zum Tode führt.
Die zur Behandlung von bestimmten Schockformen erforderliche intravenöse Infusionstherapie wurde 1831 von dem Schotten Thomas Aitchison Latta (1796–1833) mit physiologischer Kochsalzlösung eingeführt.
1908 wurde in Frankfurt auf dem ersten Internationalen Kongress für das Rettungswesen die Notfallmedizin als eine Sonderwissenschaft bezeichnet, zu der eine entsprechende Ausbildung der Ärzte erforderlich sei. 1947 berichteten Beck u. a. erstmals über die erfolgreiche Defibrillation eines 14-jährigen Jungen. Pioniere des Notfallwesen im deutschsprachigen Raum waren unter anderem Rudolf Frey und Friedrich Wilhelm Ahnefeld und W. Dick in Deutschland sowie Hans Bergmann in Österreich. In der zweiten Hälfte der 1950er Jahre begann in Deutschland vielerorts der konkrete Aufbau eines notarztzentrierten Rettungssystems und 1970 stellte der ADAC in München deutschlandweit den ersten, mit Notarzt und Rettungssanitäter besetzten Rettungshubschrauber in Dienst.

## Kernkompetenzen der Notfallmedizin
Die Inhalte der ärztlichen Weiterbildung sind umfangreich. Zu ihnen gehören die rechtlichen und organisatorischen Grundlagen des Rettungsdienstes. Hinzu kommen die Vorgehensweisen beim Massenanfall von Verletzten und Erkrankten einschließlich Sichtung (Katastrophenmedizin). Gegenstand sind auch psychiatrische Notfälle und geeignete Maßnahmen zur Diagnostik und Therapie akuter Störungen der Vitalfunktionen.

### Diagnostische Maßnahmen

Tragbarer EKG-Monitor mit integriertem Defibrillator und externem Schrittmacher

Das sichere Erkennen akuter, vital bedrohlicher Störungen ist die Grundlage einer erfolgreichen notfallmedizinischen Behandlung. Grundzüge dieser orientierenden Maßnahmen bei Erstkontakt mit einem Notfallpatienten sind einem großen Teil der Bevölkerung aus der Erste-Hilfe-Ausbildung als Diagnostischer Block bekannt.
Aufgrund der Kürze der zur Verfügung stehenden Zeit kommen vor allem schnell und übersichtlich zu handhabende Geräte zum Einsatz. Zudem wurden für die Notfallmedizin abgekürzte Untersuchungsgänge entwickelt, um einen Zeitverlust bei der Einleitung akut notwendiger Maßnahmen, beziehungsweise der Abschätzung des Erkrankungs-/Verletzungsmusters, so gering wie möglich zu halten.

#### Traumacheck
Der initiale Traumacheck dient der möglichst raschen Feststellung vital bedrohlicher Verletzungen, die für die weitere Behandlung und den Transport des Patienten von Bedeutung sind. Grundsätzlich werden möglichst alle Regionen des Körpers untersucht; der Umfang der Untersuchung wird zwangsläufig der Situation angepasst. Es werden Kopf, Schultergürtel, Arme, Hände, Brustkorb, Bauch, Becken, Beine und Füße manuell auf Anzeichen traumatischer Einwirkungen untersucht, wobei besonderes Augenmerk auf Schmerz und schmerzbedingte Reaktionen (zum Beispiel Abwehrspannung des Abdomens), abnorme Gelenk- oder Knochenstellung oder -beweglichkeit oder sonstige auffällige Befunde gelegt wird. In der präklinischen Notfallmedizin wird die Untersuchung eher kurz auf die bedrohlichsten vier B, Brust – Bauch – Becken – Beine (Oberschenkel) ausfallen, in der Notaufnahme im Krankenhaus hingegen ausführlicher sein.

#### Neurocheck
Der Neurocheck wird angewendet, um die Funktionstüchtigkeit des Nervensystems einer körperlich beeinträchtigten Person zu testen. Dabei werden Sensibilität (Schmerzempfinden), Motorik, Kraft und Durchblutung untersucht. Besondere Bedeutung kommt dieser Untersuchung bei Verdacht auf Wirbelsäulenverletzung oder bei nicht orientierten Patienten zu.
Die Untersuchung umfasst: Pupillen (Lichtempfindlichkeit etc.), Sensibilität (z. B. Schmerzreaktion an den Extremitäten durch Zwicken in beide Hände/Beine), Motorik (Hände und Beine bewegen), Muskelkraft (Händedruck sollte auf beiden Händen gleich sein), Durchblutung (Druck auf Fingernagel).

#### Apparative Diagnostik

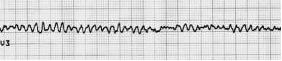
EKG-Ableitung von Kammerflimmern

Zur notfallmedizinischen Diagnostik stehen auch apparative Möglichkeiten zur Verfügung. Die Ausrüstung kann jedoch im Einzelfall von Standort zu Standort variieren.
Mittels EKG-Monitoring, der kontinuierlichen Darstellung der Herzaktionen auf einem Bildschirm, ist die Dauerüberwachung eines Patienten einschließlich Diagnostik notfallmedizinisch relevanter Herzrhythmusstörungen sowie mittels 12-Kanal-EKG-Ableitung eine weitere Differenzierung von beispielsweise Brustschmerzen in der Akutsituation möglich.

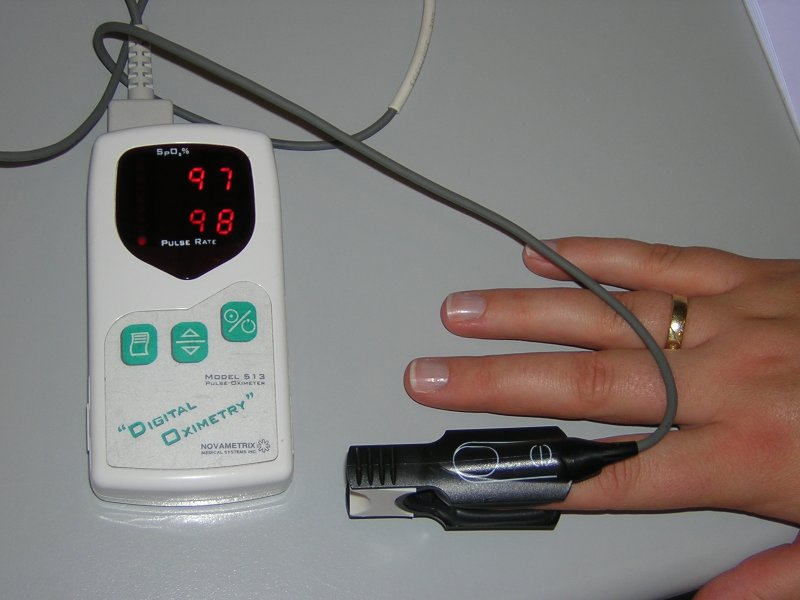
Pulsoximeter zur Messung der arteriellen Sauerstoffsättigung des Blutes

Die Messung des Sauerstoffgehaltes im Blut, die Pulsoximetrie, wird allgemein als weiterer Parameter zur Patientenüberwachung bei Transport oder künstlicher Beatmung, bei der kardiopulmonalen Reanimation zu Verifizierung der Suffizienz der Maßnahmen sowie nach Gabe von Medikamenten zum Erkennen hypoxischer Zustände verwendet.
Die Kapnometrie, die kontinuierliche Messung von CO2 in der Ausatemluft, wird eingesetzt zur Optimierung der Ventilation bei Beatmung und auch zur Abschätzung des Körpermetabolismus bei der Reanimationsbehandlung.
Semiquantitative Messverfahren, typischerweise ein Test auf Blutzucker zur Erkennung von Hypo- oder Hyperglykämie, auf Troponin zur Erkennung kardialer Beteiligung (z. B. Herzinfarkt, schwere Angina Pectoris) sowie gegebenenfalls auf toxisch wirksame Substanzen (etwa bei Verdacht auf Drogen-, Schlafmittelvergiftung) finden ebenfalls Verwendung.

### Therapeutische Maßnahmen

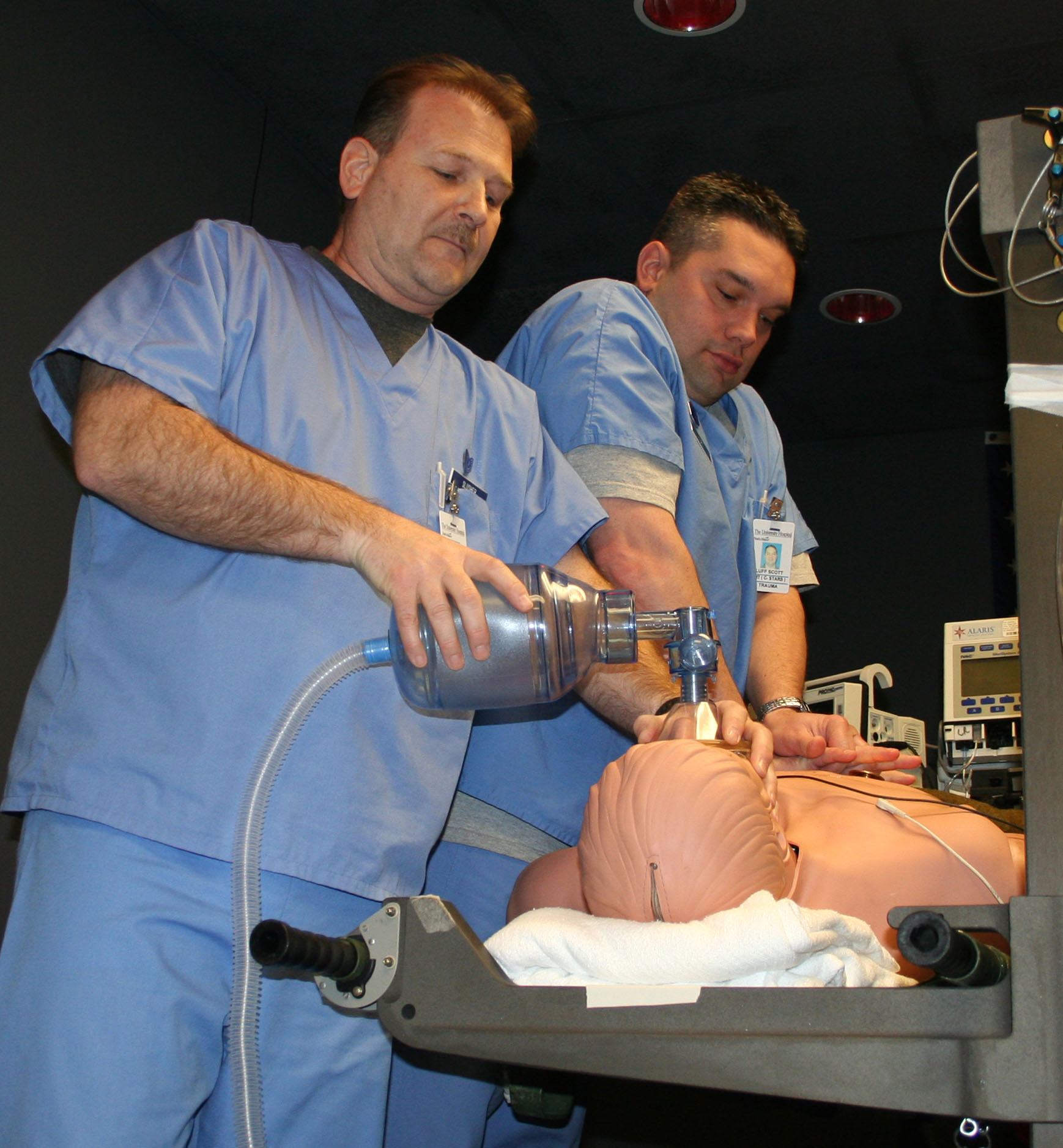
Wiederbelebungstraining an einem Dummy

Das Ziel der notfallmedizinischen Therapie ist das Wiederherstellen lebenswichtiger Körperfunktionen sowie die Minimierung bleibender Beeinträchtigungen des Notfallpatienten. Der erste Schritt der Behandlung ist daher das Einleiten lebensrettender Sofortmaßnahmen. Bei Kreislaufstillstand erfolgt unverzüglich die kardio-pulmonale Wiederbelebung, ggf. (bei Kammerflimmern, -flattern oder pulsloser ventrikulärer Tachykardie) einschließlich Defibrillation.
Typischerweise werden manifeste oder drohende Schockzustände unterschiedlicher Ursachen durch geeignete Kombinationen von Maßnahmen (Punktions- und Katheterisierungstechniken einschließlich der Anlage zentralvenöser Zugänge) und Medikamenten behandelt (Schocktherapie).
Zur Sicherstellung der Atmung sind das Freimachen der Atemwege (Entfernung von Fremdkörpern – manuell oder mittels Absaugung), die (endotracheale oder supraglottische) Intubation, die Koniotomie bzw. Tracheotomie sowie die manuelle und maschinelle Beatmung und ggf. auch die Thoraxdrainage notwendig.
Bei Verletzungen werden u. a. eine fachgerechte Ruhigstellung und Reposition von Gelenk- und Knochenverletzungen oder die Eindämmung von Blutverlust durch Anlegen eines Druckverbandes bis hin zu gefäßchirurgischen Maßnahmen durchgeführt. Vorhandene oder absehbare intolerable Schmerzzustände bedürfen geeigneter Analgesierungs- und Sedierungsverfahren (Narkose).
Zu den therapeutischen Maßnahmen zählen aber auch fachgerechte Rettung und Lagerung von Notfallpatienten. Für die Rettung von Personen aus Fahrzeugen oder anderen vergleichbaren Situationen stehen spezielle Hilfsmittel wie Schaufeltrage oder Rettungskorsett zur Verfügung. In besonderen Ausnahmefällen kann hierbei auch eine Notamputation notwendig werden. Zur schonenden und zum Transport geeigneten Lagerung von Verletzten findet häufig die Vakuummatratze Anwendung. Im häuslichen Bereich ist die Notwendigkeit der Lagerung bei Herz-Kreislauf-Stillstand auf einem zur Herz-Druckmassage geeigneten harten Untergrund erwähnenswert.

## Organisation

### Präklinische Notfallmedizin

Schaufeltrage zur Bergung; die beiden Hälften können unabhängig voneinander wie zwei Schaufeln unter die zu rettende Person eingeführt und anschließend wieder zu einer Einheit verbunden werden

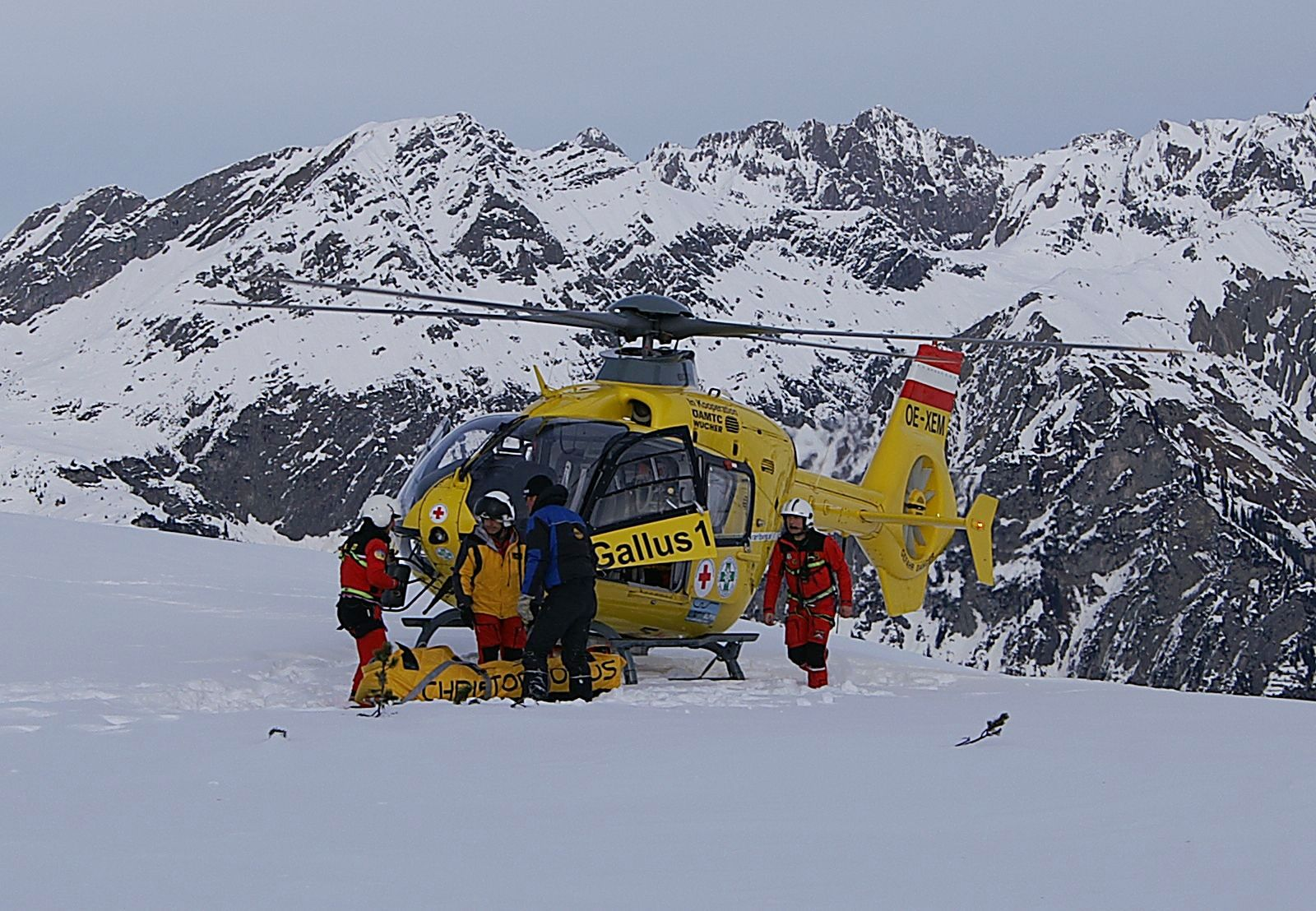
Trotz der meist eingeschränkten medizinischen Möglichkeiten ist der Hubschrauber ein bevorzugtes Transportmittel besonders im unwegsamen Gelände

Das arztgestützte Rettungssystem in Deutschland und Österreich hat im weltweiten Vergleich eine Sonderstellung. In vielen anderen Ländern (beispielsweise im angloamerikanischen Raum) wird die präklinische Versorgung von Notfallpatienten von speziell ausgebildetem nicht-ärztlichem Personal – sogenannten Paramedics – durchgeführt. Diese durchlaufen eine umfassende Ausbildung, die im Gegensatz zur Ausbildung von Rettungsassistenten oder Notfallsanitätern in Deutschland oder Notfallsanitätern und Rettungssanitätern in Österreich darauf ausgelegt ist, die gesamte Versorgung der Patienten allein und ohne ärztliche Hilfe durchzuführen. Dabei stützen sie sich, im Gegensatz zu Deutschland, auf sogenannte Standing Orders, also Handlungsvorgaben, von denen sie in keinem Fall abweichen dürfen und müssen dabei teilweise für bestimmte Maßnahmen eine fernmündliche Absprache mit einem Arzt treffen.
Die primäre notfallmedizinische Versorgung findet meist außerhalb medizinischer Einrichtungen statt. So gehören zu den Kernaufgaben der Notfallmedizin auch die fachgerechte Rettung und Lagerung der Patienten, das Herstellen und Aufrechterhalten der Transportfähigkeit sowie die Betreuung und Behandlung von Notfallpatienten unter den Transportbedingungen in ein, zumindest zur Primärtherapie geeignetes, Krankenhaus (alternativ auch andere geeignete Örtlichkeit); dabei sind, insbesondere in ländlichen Regionen, Transportzeiten von mehreren Stunden möglich. In den USA beschränkt sich das präklinische Eingreifen der Notärzte auf Luftrettung und mobile Intensivstationen.
Je nach Größe und Umfang der vom Rettungsdienst angefahrenen medizinischen Einrichtungen steht dort eine Notaufnahme als Schnittstelle (zeitgerecht vorhandene geeignete Räumlichkeit, geeignetes Personal, geeignete Geräte) zur Verfügung, um den mit den Maßnahmen der präklinischen Notfallmedizin primär versorgte Patienten möglichst zügig der weiterführenden medizinischen Versorgung zuzuführen.
Notkompetenz
Die Notkompetenz der Rettungsassistenten leitete sich in Deutschland aus § 3 des Rettungsassistentengesetzes ab: „Die Ausbildung soll entsprechend der Aufgabenstellung des Berufs als Helfer des Arztes insbesondere dazu befähigen, am Notfallort bis zur Übernahme der Behandlung durch den Arzt lebensrettende Maßnahmen bei Notfallpatienten durchzuführen …“
Der Begriff bezeichnet das gezielte Einleiten erster ärztlicher Maßnahmen durch das nicht-ärztliche Rettungsdienstpersonal vor Eintreffen des Notarztes, insbesondere im Hinblick auf die Abwendung drohender Gefahren vom Patienten, etwa Tod oder bleibende Behinderung. Maßnahmen im Rahmen der Notkompetenz dürfen nur ergriffen werden, wenn alle anderen Maßnahmen erschöpft sind. Darüber hinaus muss die Maßnahme der direkten Abwendung der Lebensgefahr dienen und darf nur von geübtem Personal durchgeführt werden. In Deutschland ist die Notkompetenz zwar im Rettungsassistentengesetz vorgesehen jedoch im sogenannten Heilpraktikergesetz nicht.
Welche Maßnahmen als Notkompetenz anzusehen sind, obliegt in Deutschland dem jeweiligen ärztlichen Leiter des Rettungsdienstes. Dieser legt für seinen Zuständigkeitsbereich eine Liste der Maßnahmen fest und sorgt für die geregelte Aus- und Weiterbildung des nicht-ärztlichen Personals in der Durchführung dieser Maßnahmen. In Österreich dürfen Notfallsanitäter je nach Ausbildungsstand diverse Tätigkeiten (Venenpunktion, Medikamentengabe, Intubation) durchführen.

### Katastrophenmedizin

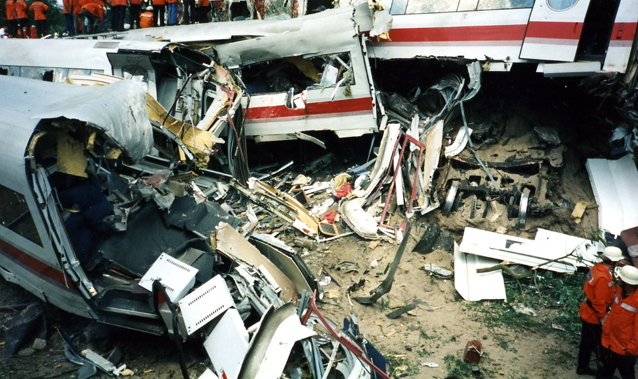
ICE-Unglück bei Eschede

Als Katastrophenmedizin werden sämtliche ärztlichen Maßnahmen zusammengefasst, die bei einem Massenanfall von Verletzten oder erkrankten Personen notwendig sind. Sie ist in einem solchen Fall das Bindeglied zwischen Rettungsdienst und Katastrophenschutz und begründet sich im jeweiligen Rettungsdienst- bzw. Katastrophenschutzgesetz der Bundesländer.
Unter derartigen Bedingungen können individualmedizinische Aspekte nur bedingt berücksichtigt werden, so dass grundsätzlich die sogenannte Triage der Betroffenen zu erfolgen hat. Das Ziel der Sichtung ist es, die Behandlungspriorität der einzelnen Patienten festzulegen, um möglichst vielen unter Berücksichtigung der vorhandenen Ressourcen das Überleben zu ermöglichen; gleichzeitig werden vorhandene medizinische Versorgungsmöglichkeiten den Notwendigkeiten entsprechend aufrechterhalten oder ausgebaut.
Leitender Notarzt und Organisatorischer Leiter Rettungsdienst bilden im Katastrophenfall die Sanitätseinsatzleitung (Beispiel: Bayern). Sie ist dann dem „örtlichen Einsatzleiter“ gleichberechtigt den Einsatzleitungen von Feuerwehr, Polizei, anderer Behörden und Organisationen unterstellt. Der Sanitätseinsatzleitung ihrerseits unterstehen alle vor Ort zur Verfügung stehenden Kräfte des Rettungsdienstes, des Notarztdienstes, des Sanitäts- und des Betreuungsdienstes der freiwilligen Hilfsorganisationen sowie alle weiteren Ärzte (z. B. Hausärzte, Chirurgen), die an der Versorgung der Patienten beteiligt sind. In der Praxis werden Großschadenslagen und Katastrophenfälle oft im ersten Moment nicht als solche erkennbar. Somit wird zunächst der reguläre Rettungsdienst gemeinsam mit Feuerwehr oder Polizei alarmiert. Erster Notarzt und Rettungsdienstpersonal sind demnach im Katastrophenfall bereits vor Ort und bilden bis zu Konstituierung der Sanitätseinsatzleitung eine vorläufige Einsatzleitung.
Durch den Rettungsdienst ist zwar die erste ärztliche Versorgung gewährleistet, im Katastrophen- oder Großschadensfall werden aber auch ortsansässige Ärzte, unabhängig von ihrer Fachrichtung, zur Hilfeleistung herangezogen. Im Allgemeinen kann der Arzt die Behandlung aber nicht ablehnen, sofern er die Befähigung besitzt. Sind nicht genügend Ärzte verfügbar, werden Erste Hilfe und Behandlung leichter Verletzungsmuster auf Angehörige von Rettungsdienst und Hilfsorganisationen, aber auch auf Heilberufler und freiwillige Helfer übertragen.
Die Notfall- und Katastrophenpharmazie ist auch grundlegend an der notfall- und katastrophenmedizinischen Versorgung beim Massenanfall von Verletzten/Patienten beteiligt, insbesondere mit Konzepten und Qualitätsstandards für die Versorgung mit Arzneimitteln und Medizinprodukten.

### Klinische Notfallmedizin
In Ländern ohne notarztgestütztes Rettungssystem arbeiten die Notärzte (englisch Emergency Physician) grundsätzlich in der Notfallaufnahme eines Krankenhauses. Ihnen obliegt die Betreuung von Akutfällen. Sie sind spezialisiert auf Advanced Life Support, Behandlung von Verletzungen wie Frakturen und Weichteilschäden und anderen lebensbedrohlichen Situationen.
Im klinischen Bereich hat die interdisziplinäre Notfallmedizin an Bedeutung gewonnen. Immer mehr zentrale Notaufnahmen werden unter eigenständiger Führung eingerichtet. Der Beschluss des Gemeinsamen Bundesausschusses über die Erstfassung der Regelungen zu einem gestuften System von Notfallstrukturen in Krankenhäusern gemäß § 136c Absatz 4 SGB V schreibt sogar zwingend vor, dass sich die Notaufnahme um „eine fachlich unabhängige, abgrenzbare und organisatorisch eigenständige Organisationseinheit am Standort des Krankenhauses“ handeln muss. Zudem soll der für die Notfallversorgung verantwortlicher Arzt über die Zusatzweiterbildung „Klinische Notfall- und Akutmedizin“ verfügen, sobald diese im Land verfügbar ist.
Im Mai 2018 meldete die Deutsche Gesellschaft für interdisziplinäre Notfall- und Akutmedizin (DGINA) einen Durchbruch in der Implementation jener Zusatzweiterbildung in Deutschland: Der Deutsche Ärztetag hat die Zusatzweiterbildung „Klinische Akut- und Notfallmedizin“ in die Musterweiterbildungsordnung (MWBO) aufgenommen. Im föderalen System der Bundesrepublik müssen nun allerdings die Landesärztekammern jede für sich die Zusatzweiterbildung einführen. Das ist aktuell noch in wenigen Bundesländern wie z. B. Berlin und Hessen der Fall.
Die Übergänge der innerklinischen Notfall- und Akutmedizin zu Intensivmedizin, Unfallchirurgie, Innerer Medizin, Neurologie/Psychiatrie, Neurochirurgie, Pädiatrie etc. sind fließend. Die meisten innerklinischen Notfallteams werden von Anästhesie oder Intensivmedizin gestellt.
In manchen Krankenhäusern sind die Notaufnahmen traditionell nach Fachrichtungen getrennt, so dass beispielsweise internistische und chirurgische Notfallpatienten an verschiedenen Einrichtungen versorgt werden. Es wurden zunehmend auch hier interdisziplinäre Notaufnahmen eingerichtet, in denen Mediziner verschiedener Fachrichtungen zusammenarbeiten. Dies wird auch durch den G-BA Beschluss gefordert, der explizit fordert, dass „die Aufnahme von Notfällen ganz überwiegend in einer Zentralen Notaufnahme erfolgt.“
Da auch bei einem moderaten Andrang von Patienten eine Behandlungsreihenfolge nicht nach dem first in, first out-Prinzip, sondern vielmehr nach der Schwere der Erkrankung erfolgen muss, um Schaden von schwerkranken Patienten abzuwenden, ist eine Ersteinschätzung auch innerklinisch angestrebt, was durch den Gemeinsamen Bundesausschuss inzwischen vorgeschrieben, und von der zuständigen Fachgesellschaft, DGINA, in einem Positionspapier ausgearbeitet und unterstrichen wurde.

## Ärztliche Weiterbildung in Notfallmedizin
ür Ärzte ist zum Führen der Bezeichnungen „Notfallmedizin“ oder  „Klinische Akut- und Notfallmedizin“ in Deutschland das Absolvieren einer reglementierten Weiterbildung notwendig. Die Inhalte dieser Weiterbildungen können je nach Landesärztekammer variieren, da die Reglementierungshoheit in Deutschland den jeweiligen Ärztekammern gebietsbezogen unterliegt.

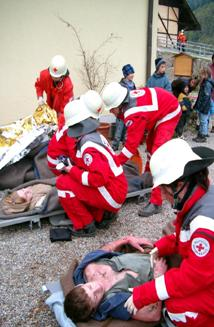
Einsatz einer Schnelleinsatzgruppe (SEG)

## Tätige Personengruppen
Die in der Notfallmedizin besonders qualifizierten tätigen Personengruppen werden auch als Rettungsfachpersonal bezeichnet. Im Speziellen sind das Notärzte oder Leitende Notärzte, Notfallsanitäter (Deutschland und Österreich), Rettungsassistent (Deutschland), Rettungssanitäter, Rettungshelfer. Darüber hinaus wirken beispielsweise sonstige Sanitäter, Krankenpfleger und auch sogenannte Ersthelfer in der Notfallbewältigung mit.

## Öffentliche Wahrnehmung
Der Grundgedanke, „in Not gekommenen Personen konkret zu helfen“ wird auch in Fernsehserien wie Medicopter 117 und Emergency Room – Die Notaufnahme zum Teil dargestellt.
Auch Hilfsorganisationen wie der Arbeiter-Samariter-Bund, der Malteser Hilfsdienst, das Deutsche Rote Kreuz oder die Johanniter-Unfall-Hilfe zielen bei der Mitgliederwerbung in der Bevölkerung für freiwillige Sanitäts- und Rettungsdienste auf diesen Grundgedanken ab.
Das Wirtschaftlichkeitsgebot des § 12 Fünften Buches Sozialgesetzbuch wird auch auf den Bereich Notfallmedizin angewendet. So stehen nicht mehr allein die Optimierung der Möglichkeiten ärztlicher Hilfeleistung im Vordergrund, sondern zunehmend auch wirtschaftliche Aspekte. Während im klinischen Bereich die Wirtschaftlichkeit dem Betreiber obliegt, werden im präklinischen Bereich vor diesem Hintergrund auch konkrete Maßnahmen wie die Schließung von Rettungswachen angeregt. Derartige Maßnahmen können jedoch oft nicht ohne öffentliches Aufsehen durchgeführt werden.